# Барон Хакинг
Барон Хакинг из Чорли в графстве Ланкашир — наследственный титул в системе Пэрства Соединённого королевства. Он был создан 2 июля 1945 года для консервативного политика, сэра Дугласа Хакинга, 1-го баронета (1884—1950). Он заседал в Палате общин от Чорли (1918—1945), занимал должности вице-камергера королевского двора (1922—1924, 1924—1925), парламентского заместителя министра внутренних дел (1925—1927, 1933—1935), парламентского заместителя министра иностранных дел (1927—1929), финансового секретаря военного министерства (1934—1935) и парламентского заместителя министра по делам доминионов (1935—1936). Он был председателем Консервативной партии с 1936 по 1942 год. 27 июня 1938 года для него уже был создан титул баронета Хакинга из Чорли в графстве Ланкашир. 
По состоянию на 2024 год носителем титула являлся его внук, Дуглас Дэвид Хакинг, 3-й барон Хакинг (род. 1938), который стал преемником своего отца в 1971 году.

## Бароны Хакинг (1945)
- 1945—1950: Дуглас Хьюитт Хакинг, 1-й барон Хакинг (4 августа 1884 — 29 июля 1950), сын Джошуа Хакинга (1846—1925)[1];
- 1950—1971: Дуглас Эрик Хакинг, 2-й барон Хакинг (7 декабря 1910 — 7 ноября 1971), старший сын предыдущего[2];
- 1971 — настоящее время: Дуглас Дэвид Хакинг, 3-й барон Хакинг (род. 17 апреля 1938), старший сын предыдущего[3];
  - Наследник титула: достопочтенный Дуглас Фрэнсис Хакинг (род. 1968), старший сын предыдущего от первого брака[4].